# Franklin (contea di Adams, Pennsylvania)
Franklin  è una township degli Stati Uniti d'America, nella Contea di Adams, Pennsylvania. Secondo il censimento del 2000 la popolazione è di 4.590 abitanti.

## Monumenti e luoghi d'interesse
La zona è interessata dal Carbaugh Run Rhyolite Quarry Site, zona archeologica elencata nel National Register of Historic Places.

## Società

### Evoluzione demografica
La composizione etnica vede una prevalenza della razza bianca (93,64%), seguita da quella afroamericana (1,74%).
| township di Franklin Popolazione |       |
| 2000                             | 4.590 |
| Stima al 01-07-07                | 5.456 |